# Vera Sokolova
Vera Aleksandrovna Sokolova (ryska: Вера Александровна Соколова), född 8 juni 1987 i Soljanoy i Morgausjskij rajon i Tjuvasjiska ASSR i Sovjetunionen (nu Tjuvasjien i Ryssland), är en rysk friidrottare (gångare).